# 오카다촌 (이바라키현 유키군)
오카다촌(岡田村)은 이바라키현의 서부 오카다군·유키군에 속했던 촌이다. 현재의 조소시 북서부에 해당한다.

## 역사
- 1889년 4월 1일 - 정촌제 시행에 의해 오카다군 오카다촌이 성립하였다.
- 1896년 4월 1일 - 군 재편에 따라 유키군이 성립하여, 오카다촌은 유키군에 속하게 되었다.
- 1954년 6월 1일 - 이시게정, 도요다정, 이누마촌의 일부와 합병해, 새로운 이시게정이 성립하여, 동일 오카다촌은 폐지되었다. 당시의 촌장은 마스다 슈타로였으며, 합병 후에도 이시게정 새로운 관공서가 완공될 때까지 교육위원회는 구 오카다 지부를 사용했다.

## 참고문헌
- 角川日本地名大辞典 8 茨城県